# Stolperstein (Film)

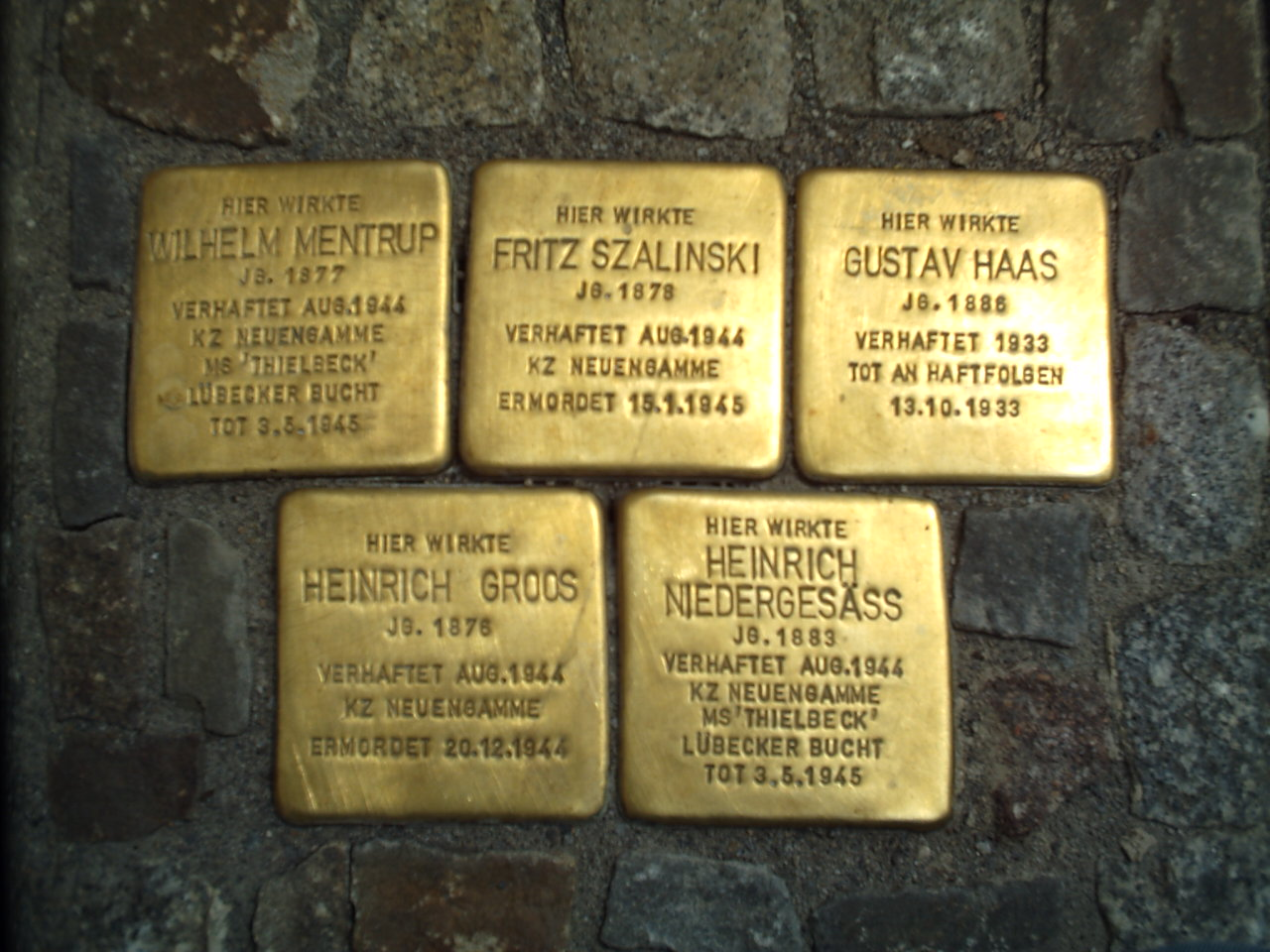
Stolpersteine in Osnabrück

Der Dokumentarfilm Stolperstein der Filmregisseurin Dörte Franke berichtet über zahlreiche Etappen des Kunstprojekts Stolpersteine und entwirft ein Porträt des Bildhauers Gunter Demnig. Der Film geht auf zahlreiche Entstehungsgeschichten der über 22.000 Gedenktafeln ein, thematisiert die öffentliche Kontroverse ihrer Aufstellung und zeigt den heutigen Umgang mit der Lebensgeschichte von Menschen, die von den Nationalsozialisten ermordet wurden.

## Termine
Der Film wurde im August 2008 beim 61. Internationalen Filmfestival Locarno 2008 aufgeführt. Der Fernsehsender arte hat den Film in einer Kurzfassung am 7. September 2008 gezeigt.
Am 8. Oktober 2008 wurde der Film auf dem Filmfestival in Osnabrück gezeigt und lief dort im Wettbewerb um den mit 5.000 Euro dotierten Osnabrücker Friedensfilmpreis.
Am 1. November 2008 hatte er Kino-Premiere im Kölner Odeo-Kino und war ab dem 6. November 2008 bundesweit in den Kinos zu sehen.
Mehrere Fernsehsender zeigen eine 45-minütige Zusammenfassung des Films in ihren Programmen.

## Inhalt
Im Zentrum des Films steht Gunter Demnig, Konzeptkünstler mit Cowboyhut, der mittlerweile über 22.000 Namen der sechs Millionen, zum großen Teil vergessener Nazi-Opfer in die Bürgersteige Deutschlands und Europas einbetoniert hat. Dörte Franke begleitet ihn bei seiner Fahrt zu Angehörigen und Helfern.
Sein Projekt wird von Neonazis bekämpft, Vertretern der Jüdischen Gemeinde abgelehnt und ist mancherorts sogar verboten. Doch hinter jedem Stolperstein stehen engagierte Helfer und private Spenden. In den letzten Jahren hat sich vielerorts eine Bürgerbewegung formiert, die täglich weiter wächst.
Der Film ist sowohl Künstlerporträt als auch Roadmovie und zugleich die Geschichte des größten, dezentralen Denkmals der Welt.
Dörte Franke begleitet einen rastlosen Künstler, der es sich zur Lebensaufgabe gemacht hat, ausgelöschte Biografien zurück in den Alltag zu bringen. Der Film führt zu Menschen, bei denen diese Minidenkmäler auf ganz unterschiedliche Weise einen Nerv treffen:
- In Hamburg polieren drei Frauen mühevoll Stolpersteine, um das schwierige Erbe ihrer SS-Väter zu verarbeiten.
- In Großbritannien kämpft ein Mann um Stolpersteine vor dem Haus seiner ermordeten Eltern in München und scheitert am Münchner Bürgermeister Christian Ude und Charlotte Knobloch vom Zentralrat der Juden in Deutschland.
- In Österreich sehen zwei Sinti in den Stolpersteinen in Hochburg-Ach einen Grabsteinersatz für ihren Großvater.
- In Ungarn will eine junge Frau durch das Kunstprojekt ihre Landsleute zum Reden über eine verdrängte Vergangenheit bringen.

Immer mehr Menschen sehen nicht nur kleine Messingplatten, sondern eine Möglichkeit, der Geschichte zu begegnen. Die immense Nachfrage ist kaum mehr zu bewältigen. Der Künstler will aber weiterhin jeden Stein in mühsamer Handarbeit fertigen und verlegen. Er ist davon überzeugt, dass nur so ein individuelles Schicksal nach Hause gebracht werden kann.
„Ich glaube, wir möchten irgendwie das Gefühl haben, dass wir unsere Schuld abtragen. Wenn da jetzt unsere Eltern stehen würden, vor den Stolpersteinen, das wäre richtig. Stattdessen stehen wir Kinder davor.“
(Filmzitat „Stolperstein“)

## Kommentare
- Fernsehsender ARTE: „Viele Menschen sehen in Gunter Demnigs kleinen Messingplatten eine Möglichkeit, der Geschichte zu begegnen. Der Künstler will weiterhin jeden Stein in mühsamer Handarbeit fertigen und verlegen, weil er davon überzeugt ist, dass nur so ein individuelles Schicksal nach Hause gebracht werden kann.“[4]
- Film-suche.de: „Das Projekt des Kölner Künstlers Gunter Demnig Gedenksteine für die über 6 Millionen von den Nazis aus rassistischen und politischen Gründen getöteten Menschen vor ihren ehemaligen Wohnhäusern zu verlegen, hat etwas irritierend größenwahnsinniges. Eine moderne Sisyphusarbeit, die mit einer einfachen emotionalen Geste die unvorstellbare Größe des nationalsozialistischen Verbrechens erlebbar macht und gleichzeitig die unmittelbare, nachbarschaftliche Nähe der Tatorte an denen die Deportationen begannen.“[5]
- Gay-web.de: „Dörte Franke begleitet den Künstler auf seinen Verlegungstouren in Deutschland, Österreich und Ungarn, erhält Einblicke in die Werkstatt in Köln und in die Geschichte des Projekts, das sich immer mehr zu einer logistischen Herausforderung entwickelt. Dabei kommt sie nicht nur dem Menschen und Künstler Gunter Demnig nahe, sondern auch den Auftraggebern für die Demnig die ‚Stolpersteine‘ verlegt. Aus den Erzählungen der Auftraggeber wird deutlich wie sehr die ‚Stolpersteine‘ auch als Ausdruck persönlicher Gedächtniskultur gebraucht werden. Damit tritt das dezentrale Kunstprojekt in einen spannenden Diskurs mit dem Mahnmal für die Opfer des Holocaust in Berlin.“[6]
- die tageszeitung: „…Umso mehr wäre zu wünschen gewesen, dass zumindest der Film über diese traurige Sturheit in München und das besondere Engagement Demnigs einen angemessenen Sendeplatz erhalten hätte – nicht nur aus politischen, sondern auch aus filmästhetischen Gründen. Der deutsch-französische Sender Arte aber versteckte Dörte Frankes Film in der Senderecke: Um 13 Uhr wurde er am Sonntag gesendet.“[7]

## Filmverleih
Laut offizieller Ankündigung besteht die Möglichkeit, den Film auch in Städten und Orten zu zeigen, in denen der Film nicht im Kinoprogramm läuft. Weiterhin bestehe die Möglichkeit, Diskussionsveranstaltungen zu organisieren, bei der die Regisseurin Dörte Franke, Gunter Demnig und Uta Franke anwesend sind.